# Neaxius glyptocercus
Neaxius glyptocercus är en kräftdjursart som först beskrevs av Von Martens 1868.  Neaxius glyptocercus ingår i släktet Neaxius och familjen Axiidae. Inga underarter finns listade i Catalogue of Life.